# Paracanthonchus sunesoni
Paracanthonchus sunesoni is een rondwormensoort uit de familie van de Cyatholaimidae. De wetenschappelijke naam van de soort is voor het eerst geldig gepubliceerd in 1942 door Allgén.